# Les Deux Garçons
Les Deux Garçons est une brasserie historique de la ville d'Aix-en-Provence. Elle est située au rez-de-chaussée de l'hôtel de Gantès au n° 53 bis du cours Mirabeau. Les trois salles du café avec leur décor, ainsi que la marquise et les façades de l'hôtel, sont inscrites en tant que monument historique.

## Historique

### XVIIIeetXIXesiècles
Le café Les Deux Garçons occupe le décor d'époque consulaire de l'hôtel de Gantès, construit en 1660.
Comme l'écrit l'historien Jean-Pierre Cassely, il est aussi plus simplement appelé « les 2 G » car son nom est lié à de multiples propriétaires et acteurs de son histoire, partageant la lettre « G ».
Avant le percement du cours Mirabeau en 1650, les lieux étaient occupés par une « Auberge du cheval blanc » tenue par monsieur Gros. Ce dernier vendit sa parcelle à monsieur de Gantès qui y fit construire l'hôtel particulier éponyme. Au XVIIIe siècle, monsieur Guion achète l'immeuble et y installe, au rez-de-chaussée le « Grand Cercle », réservé à la noblesse et à la haute bourgeoisie locales.
Après 1789, le bail passe à monsieur Guérin, qui en fait le « Café Julien ».
Enfin, en 1840, deux garçons de café, messieurs Guidoni et Guérini rachètent le café et lui donnent son nom actuel.

### XXesiècle
Au XXe siècle, suivant la tradition, deux autres garçons de café jouèrent un rôle essentiel dans la réputation de la brasserie pour l'accueil d'artistes tels que Picasso, Cocteau, Delon, Poulenc ainsi que les protagonistes du festival d'art lyrique de la ville.
Le café reste en outre attaché à des noms de provençaux célèbres tels que Raimu, Henri Bosco, Paul Cézanne ou encore Darius Milhaud.

### XXIesiècle
La brasserie est fermée le 7 juin 2019 sur ordre de la préfecture des Bouches-du-Rhône (à Marseille).
Le tribunal de commerce d'Aix-en-Provence attribue alors la brasserie à un homme d'affaires et un restaurateur marseillais. Néanmoins le procureur de la République fait appel de cette décision, si bien que les nouveaux propriétaires ne peuvent pas emménager dans les lieux.
Le bar est victime d'un incendie le 30 novembre 2019, qui le détruit entièrement et endommage la structure du bâtiment. Étrangement, la caméra du système de vidéosurveillance de la ville, située la plus proche de la brasserie, est tombée en panne juste avant l'incendie.

## Photographies

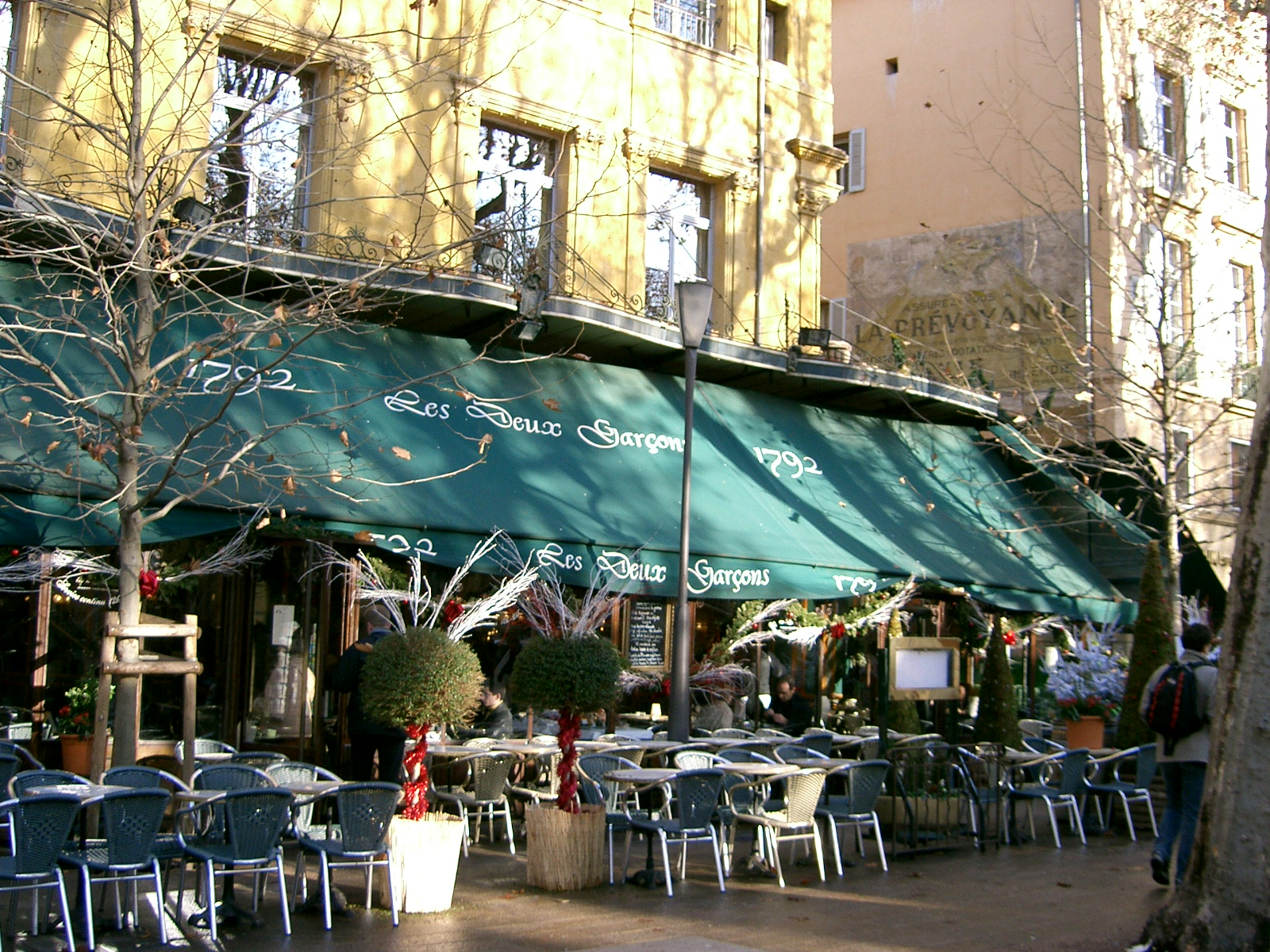
Terrasse des 2G et façade de l'hôtel de Gantès sur le cours Mirabeau (2004).
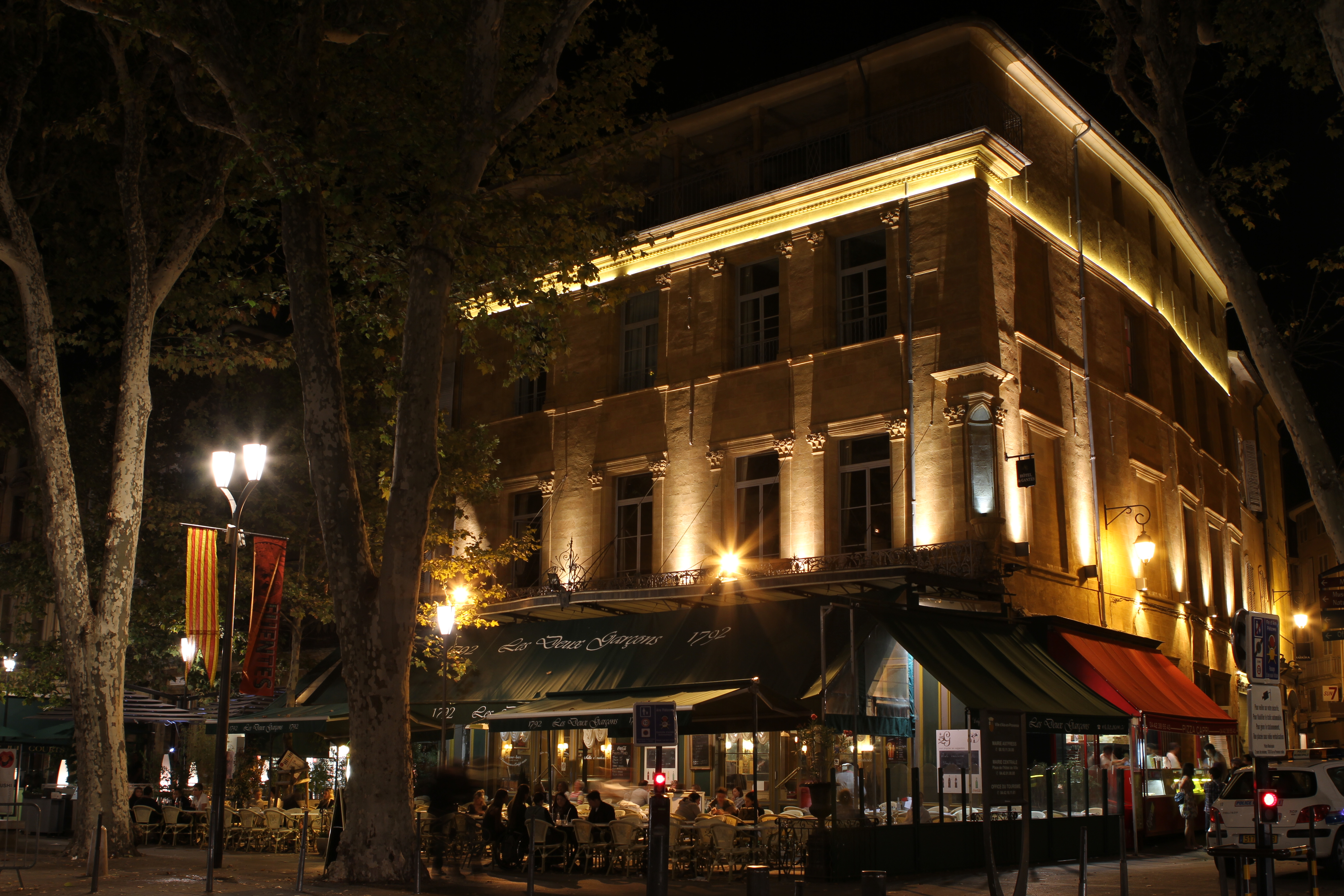
La façade, de nuit (septembre 2011) ;
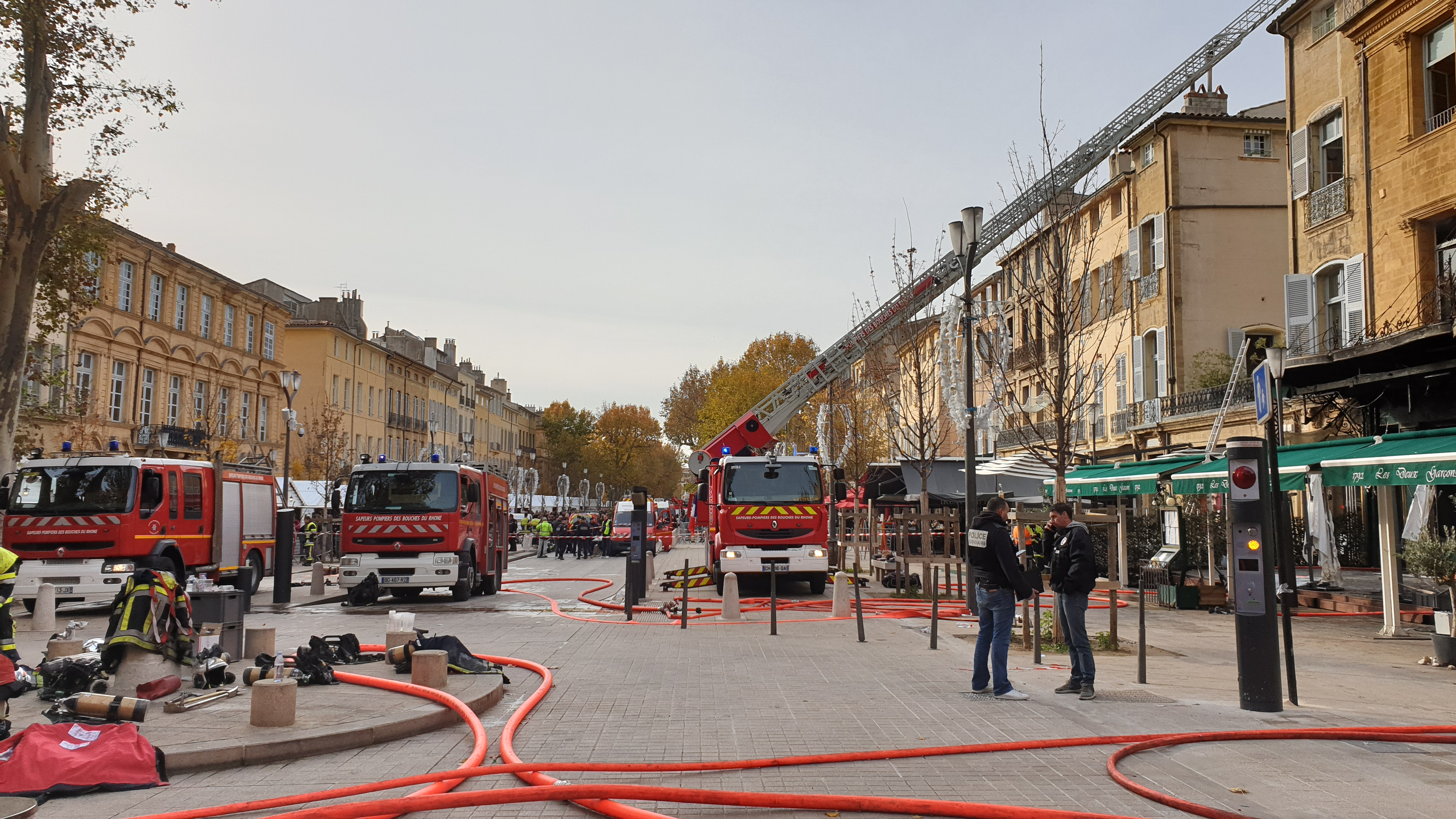
Intervention des pompiers aux Deux Garçons (novembre 2019).
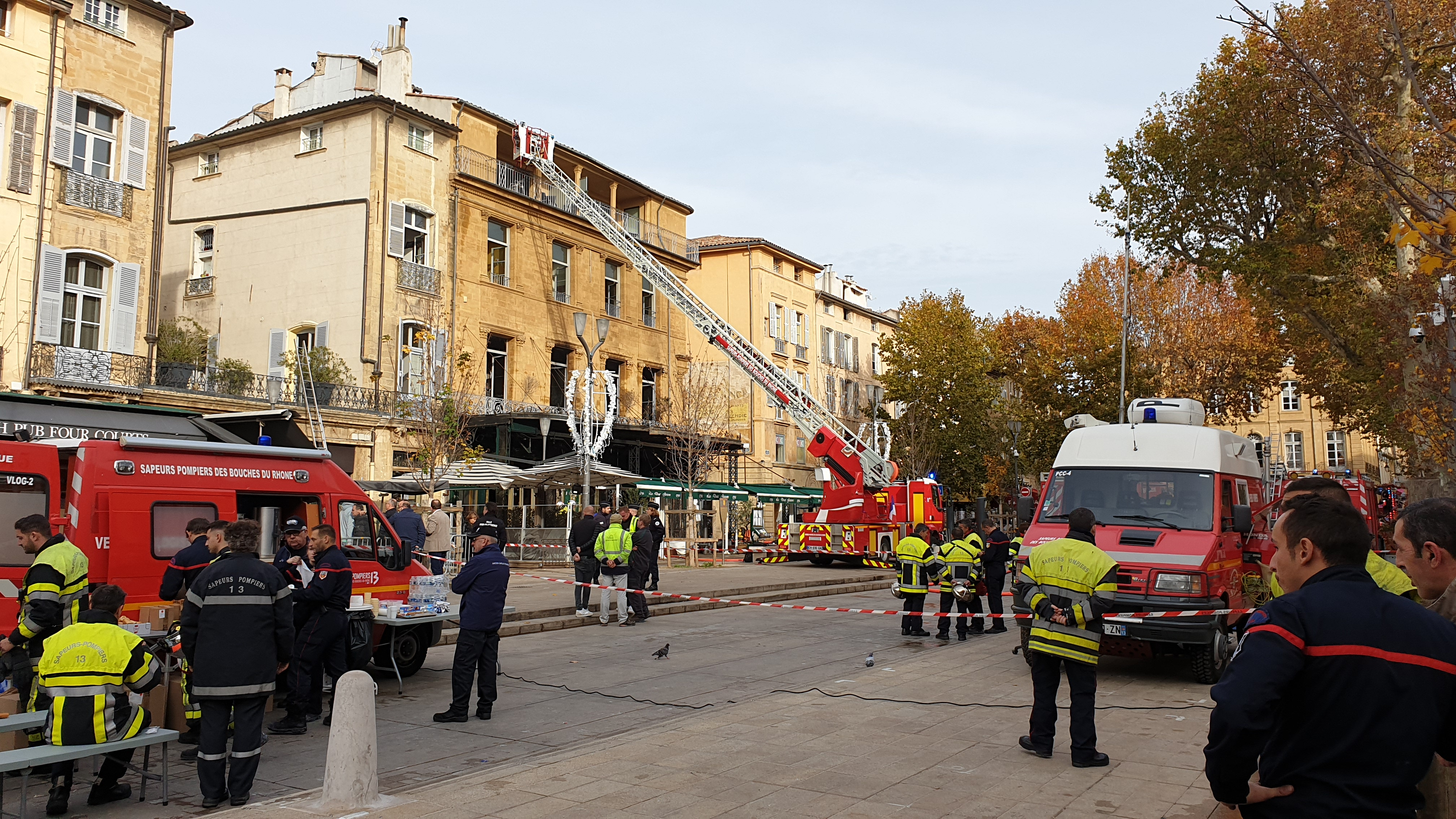
Recherche et évacuation d'habitants de l'hôtel particulier.
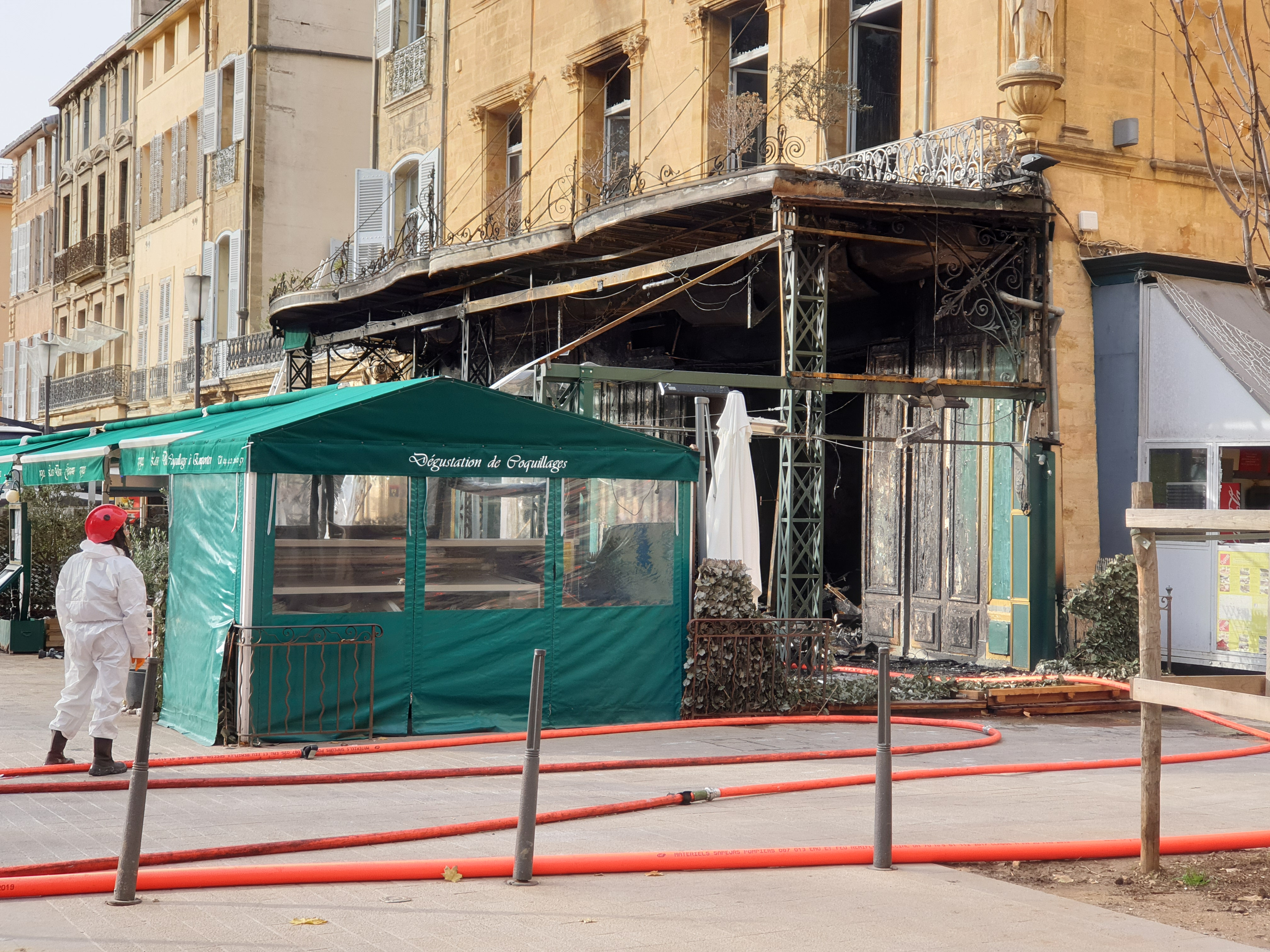
La célèbre devanture brulée, après intervention (novembre 2019).
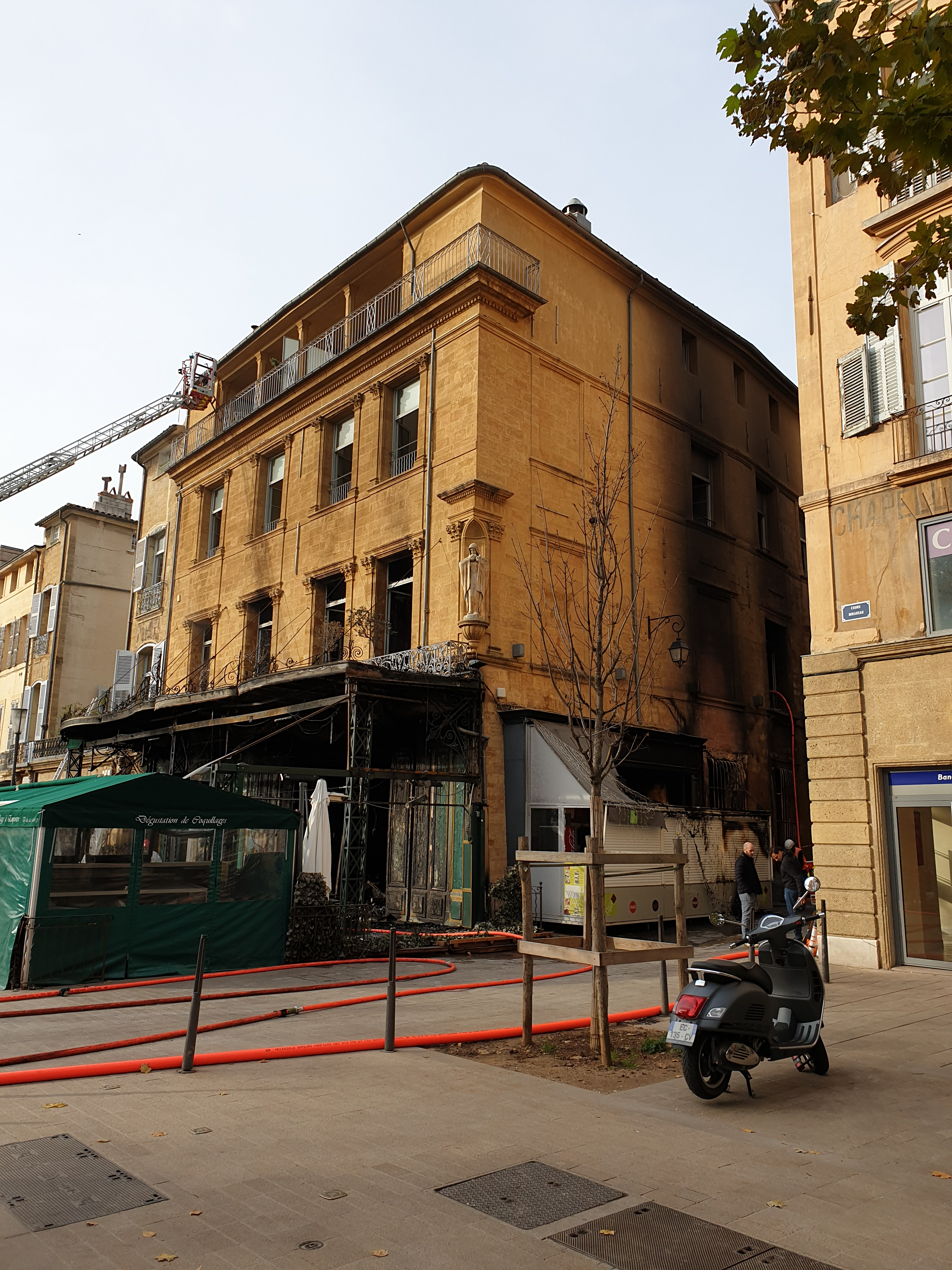
Traces de l'incendie, côté rue Fabrot (novembre 2019).